# 说吧门
说吧门是指2010年12月10日一位网友在湖北省宜昌市政府网站互动平台咨询关于独生子女费的问题，两天后宜昌市计生办仅回复了两个字：“说吧”，这一回复引起来件人的不满，也引来网友的讽刺。

## 事件经过
事件的起因是在中国·宜昌的互动平台上，2010年12月10日，署名为“很想哭”的提问者发帖询问关于独生子女费的问题（编号：1291956235）：
标题：在职有独生子女费吗？ 提交时间：2010-12-10 12:43:55

我2002年得的小孩，现在某事业单位工作，同年将独生子女证交单位人事部门，次年春节后经询问证件被遗失，我个人已为孩子补办了独生子女证，但是到现在我还未在单位拿到每月5元的独生子女费，说了吧怕被单位穿小鞋，不说嘛又实在是呕不过这口气，我能怎么办？	
两天后，署名为“市计生委”回复：
说吧
提问者对计生委回复这样评论：
说吧？找谁说？我能得到什么？我胳膊没大腿粗，没你们那么轻松，没那么说话不腰疼。
多么诚恳的2个字啊！记得温总理说过，再大的事对中国人来说也是小事，对中国老百姓来说，再小的事乘上16亿就是大事，也不是你轻轻的说吧2字可以解决的吧！

## 媒体报道
2010年12月20日，《人民日报》以《宜昌计生委“说吧”二字答复咨询 被批“说话不腰疼”》为题报道了此事，引起广泛的关注，消息被许多媒体转载，并引起广泛的讨论和批评。

## 事件调查
据荆楚网2010年12月20日报道，该事件经人民日报报道后，引起宜昌市人口计生委高度重视，迅速调查核实。宜昌市人口计生委对该工作人员的简单回复和敷衍态度进行了严肃批评教肓。并会在整个事件调查清楚后，再做处理，公布结果。

### 道歉
在事件被报道后，原帖中的“市计生委”在“说吧”（说吧二字并未删除）下面补充相关政策的解释，并作出了道歉。
《湖北省人口与计划生育条例》规定， …… 你应该主动向单位争取，不要有任何思想包袱。
　　我上次回复得过于简单，容易引起歧义。在此，我向您及所有的人道歉。

## 网友反应
在人民网2010年12月20日做一项“宜昌计生委‘说吧’答复咨询，你咋看？”的网络调查中，共有7961人参与，其中59.6%共4741票认为“答复者工作不负责，应改正”，38.8%共3089票选择“咨询者未免小题大做”，还有1.4%的网友认为“加强网站建设促进交流互动”，有0.3%的网友表示“其他，我有话要说”。